# Лінія зв'язку
Лінія зв'язку, лінія передачі — сукупність технічних пристроїв і фізичного середовища, що забезпечують передавання електричних сигналів одного, двох або багатьох каналів зв'язку на віддаль. Найпоширеніші електричні лінії передачі поділяють на дротові (кабельні лінії зв'язку, повітряні лінії зв'язку) та бездротові — радіотехнічні (наприклад, лінії радіорелейного зв'язку). Крім того, є лінії зв'язку звукові (гідроакустичний зв'язок) та оптичні. Для одночасного і незалежного передавання сигналів вдаються до ущільнення лінії зв'язку.
У широкомовному зв'язку зазвичай використовується однонаправлена передача сигналу від радіостанції до споживача, в телекомунікаціях зазвичай застосовується двосторонній зв'язок, тобто на кожному кінці системи зв'язку є і передавач і приймач. При магістральному зв'язку на далекі відстані через простір і в лініях передачі використовуються так звані ретранслятори, які ставляться вздовж траси. Вони посилюють сигнал, очищають його від завад і передають (ретранслюють) далі.

## Повітряна лінія зв'язку
Двопровідна лінія відрізняється від звичайного з'єднання за допомогою двох проводів тим, що її довжина може бути більше довжини хвилі, що розповсюджується вздовж неї. 
Повітряна лінія зв'язку проходить по проводах, підвішених у повітрі до опор за допомогою ізоляторів і спеціальної арматури. Для цього застосовують неізольовані сталеві, мідні або біметалеві (сталеві, покриті міддю) проводи; дерев'яні, залізобетонні, азбестоцементні або металеві опори; скляні або порцелянові ізолятори. Розрізняють лінії зв'язку неущільнені й ущільнені. Використовуючи методи високочастотного зв'язку, можна по одній парі проводів передавати сигнали багатьох (до 16) телефонних каналів зв'язку (частота до 150 кГц). Необхідні дальність і якість зв'язку в ущільнених лініях зв'язку забезпечуються кінцевими і проміжними підсилювальними станціями. Повітряну лінію зв'язку застосовують для телефонного, телеграфного і фототелеграфного зв'язку, передавання телекодової інформації, програм радіомовлення тощо.

## Електричний кабель
Основний недолік двопровідної лінії полягає в тому, що це відкрита лінія. З цим пов'язані втрати потужності сигналу і вплив зовнішніх завад на передачу сигналу, як природних (блискавка), так і тих, що є результатом людської діяльності (іскріння в технічних пристроях). Випромінювання і прийом хвиль відбуваються в місцях порушення прямолінійності лінії (злами в місцях кріплення проводів, вигини через провисання проводів та ін.) Електричний кабель, що працює на тому ж принципі, що і двопровідна лінія, вільний від зазначеного недоліку, так як є закритою для електромагнітного поля лінією. У електричному кабелі один з проводів має циліндричну форму і оточує другий дріт, так що поле спрямованої хвилі виявляється закритим усередині цього циліндра. Центральний провід розміщується коаксіально, тому інша назва лінії — коаксіальний кабель.

## Металевий хвилевід
Металевий хвилевід являє собою порожню металеву трубку круглого або прямокутного перерізу. Плоска або циліндрична електромагнітні хвилі можуть поширюватися по хвилеводу, відбиваючись від стінок. У результаті інтерференції відбитих під певними кутами хвиль утворюються спрямовані хвильові структури з синусоїдальним або близьким до нього розподілом поля в поперечному перерізі. При цьому амплітуди хвиль описуються функціями від поперечних координат. Такі хвильові структури називаються модами (від анг. Mode). У хвилеводі одна з мод може бути використана для передачі сигналу.

## Діелектричний хвилевід
Діелектричний хвилевід — це стрижень з діелектричного матеріалу, в якому можуть поширюватися електромагнітні хвилі з малими втратами. Для хвиль міліметрового діапазону це полістирол і поліетилен (фторопласт), так звані неполярні діелектрики. Електромагнітна хвиля може поширюватися всередині стрижня, відбиваючись від його кордонів під кутом повного внутрішнього відбиття. Як і в металевому хвилеводі, при інтерференції утворюються моди. При цьому немає втрат потужності в металі, але мають місце втрати в діелектрику. Ці втрати все-таки досить великі, тому діелектричні хвилеводи отримали застосування для передачі сигналу на міліметрових хвилях на порівняно короткі відстані (метри, десятки метрів).
Однак діелектричні хвилеводи виявилися надзвичайно перспективними для застосування в діапазоні інфрачервоних хвиль з довжиною хвилі порядку мікрометра (10−6 м). Вони являють собою волокна зі скла, тому отримали назву оптичних волокон або волоконних світловодів.

## Оптична кабельна лінія
Оптична кабельна лінія складається з одного або декількох паралельних кабелів зі з'єднувальними, стопорними та кінцевими муфтами (ущільненнями) та кріпильними деталями.

Для застосування прозорих волокон як волоконних світловодів досить мати втрати в 20 дБ/км. Отримувані при звичайному очищенні скла втрати, наприклад, в 2000 дБ/км відповідали втратам в 20 дБ при довжині світловода в 10 м, а досягнуті втрати в 0,2 дБ/км дають втрати в 20 дБ вже при довжині світловода в 100 км. Таким чином, якщо в магістральній волоконно-оптичній лінії і потрібні ретранслятори-підсилювачі, то їх треба ставити через 100 км або більше.